# Jerónimo Méndez

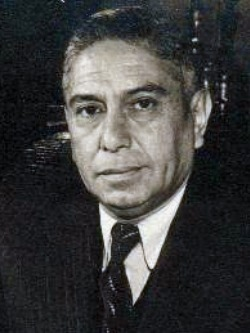
Jerónimo Méndez

Jerónimo Méndez Arancibia (* 1887; † 1959) war ein chilenischer Politiker. Für ein halbes Jahr führte er im Winter 1941/1942 als amtierender Präsident Chiles Regierung.
Méndez gehörte der Radikalen Partei an und war Innenminister im letzten Kabinett von Präsident Pedro Aguirre Cerda. Als dieser im Herbst 1941 an Tuberkulose erkrankte, ernannte er, zwei Wochen vor seinem Tode, Méndez zum Vize-Präsidenten und übergab ihm am 25. November 1941 die Amtsvollmacht. Méndez verwaltete das Land übergangsweise für ein halbes Jahr, bis er am 2. April 1942 die Präsidentschaft an den gewählten neuen Präsidenten Juan Antonio Ríos Morales übergab.
| Personendaten    | Personendaten              |
| ---------------- | -------------------------- |
| NAME             | Méndez, Jerónimo           |
| ALTERNATIVNAMEN  | Méndez Arancibia, Jerónimo |
| KURZBESCHREIBUNG | chilenischer Politiker     |
| GEBURTSDATUM     | 1887                       |
| STERBEDATUM      | 1959                       |